# NGC 7346
NGC 7346 ist eine elliptische Galaxie vom Hubble-Typ E im Sternbild Pegasus am Nordsternhimmel. Sie ist schätzungsweise 521 Millionen Lichtjahre von der Milchstraße entfernt.
Das Objekt wurde am 7. August 1864 von Albert Marth entdeckt.